# سندرلاند (فيرمونت)
سندرلاند (بالإنجليزية: Sunderland, Vermont)‏ هي بلدة تقع بولاية فيرمونت في الولايات المتحدة. تبلغ مساحتها 118.2 (كم²)، وترتفع عن سطح البحر 726 م، بلغ عدد سكانها 850 نسمة في عام 2000 حسب إحصاء مكتب تعداد الولايات المتحدة وتصل الكثافة السكانية فيها 7.2 نسمة/كم2.

## أعلام
- جوليان وودرو
- لوسي تيري

## وصلات خارجية
- http://sunderlandvt.org
- The US50 - Cities and Towns in Vermont State
- Vermont Cities and Towns, Facts, Map, Flag, Colleges, Government, and More